# Brillekakadu
Brillekakadu (latin: Cacatua ophthalmica) er en kakadue, der lever på øen New Britain i Bismarckarkipelaget ved Ny Guinea.